# Mundo Livre S/A
Mundo Livre S/A est un groupe brésilien de rock, originaire de Recife, au Pernambouc.

## Histoire
Le groupe est formé dans le quartier balnéaire de Candeias, le même endroit de Recife où a été écrit le manifeste Caranguejos com Cérebro (Crabes avec cerveau), un point de repère du mouvement mangue beat, qui prône l'universalisation et l'actualisation de la musique du Pernambouc,. Fred Zero Quatro, le chanteur du groupe, est l'auteur du manifeste, avec Renato L. et Chico Science. Mundo Livre est l'un des groupes fondateurs du mouvement manguebeat,,. Son nom est emprunté aux discours du président américain Ronald Reagan.

## Discographie

### Albums studio
- 1994 : Samba Esquema Noise
- 1996 : Guentando a Ôia
- 1998 : Carnaval Na Obra
- 2000 : Por Pouco
- 2004 : O Outro Mundo de Manuela Rosário
- 2011 : Novas Lendas da Etnia Toshi Babaa
- 2013 : Mundo Livre S.A. vs. Nação Zumbi
- 2018 : A Dança dos Não Famosos
- 2022 : Walking Dead Folia (Sorria Você Teve Alta!)

### Compilations
- 2008 : Combat Samba - E se a gente sequestrasse o trem das 11?

### EP
- 2004 : Box Bit
- 2005 : Bebadogroove / Vol. 1 - Garagesambatransmachine

### Participations
- 2000 : Baião de Viramundo (hommage à Luiz Gonzaga)
- 2006 : Vou tirar você desse lugar (hommage à Odair José)
- 2008 : Frevo do Mundo

### Démos
- 1989 : Mundo Livre S.A
- 1992 : Mundo Livre Demo Tape

### DVD
- 2016 :  DVD Manguebit: Ao Vivo